# Калкман-Ван ден Бос, Моник
Моник Калкман-Ван ден Бос (нидерл. Monique Kalkman-Van den Bosch; род. 28 ноября 1964, Синт-Уденроде, Северный Брабант) — нидерландская спортсменка, чемпионка Паралимпийских игр по настольному теннису, чемпионка и призёр Паралимпийских игр по теннису на колясках, чемпионка мира по теннису на колясках с 1992 по 1995 год. Первая (и по состоянию на 2017 год единственная) женщина — чемпион Паралимпийских игр в двух разных видах спорта, член Международного зала теннисной славы с 2017 года. Рыцарь ордена Нидерландского льва.

## Биография
Моник ван ден Бос с детства увлекалась спортом. В число её любимых видов входили хоккей, водное поло, конный и парусный спорт и теннис. Начав играть в пять лет деревянной ракеткой, доставшейся от матери, она часто следила по телевизору за выступлениями Крис Эверт и Мартины Навратиловой, мечтая о теннисной карьере. Однако в 14 лет её здоровье начало резко ухудшаться. Девочка теряла в весе, физические нагрузки становились для неё всё более тяжёлыми, и наконец наступил паралич нижней половины тела, вызванный раковыми опухолями вдоль позвоночника. Хотя опухоли были удалены в процессе операции, подвижность к ногам Моник не вернулась.
Поддержка родителей, братьев и сестёр помогла девушке сохранить оптимизм и продолжить строить планы. Через год, следя за Паралимпийскими играми в Арнеме, она решила, что займётся настольным теннисом на колясках. Ещё через четыре года, на Паралимпиаде в Сток-Мандевилле, 19-летняя ван ден Бос завоевала в своей категории чемпионское звание в этой дисциплине.
В эти годы начинал активно развиваться теннис на колясках. В 1986 году Моник начала заниматься этим видом спорта у нидерландского тренера Петера Сегерса и на показательном турнире Паралимпийских игр 1988 года стала серебряной медалисткой. В преддверии следующей Паралимпиады, в Барселоне, где теннис на колясках впервые должен был стать официальным видом программы, ван ден Бос внесла серьёзные изменения в свой стиль игры, ранее строившийся на сильных, прямых ударах. В её арсенале появились новые тактические приёмы, рваный ритм игры и крученые мячи. С помощью тренера Марка Калкмана, в будущем ставшего её мужем, ван ден Бос преодолела трудности перехода к новому стилю.
На Паралимпиаде 1992 года ван ден Бос стала чемпионкой как в одиночном разряде, так и в паре с соотечественницей Шанталь Вандирендонк. В этом же году она впервые завоевала звание чемпионки мира по теннису на колясках, которое затем защищала ещё трижды подряд, с 1993 по 1995 годы. Кроме того, она дважды выигрывала турнир Мастерс по теннису на колясках — в 1994 и 1995 годах, первые два года проведения турнира, восемь раз побеждала в соревнованиях Суперсерии и оставалась первой ракеткой мира 126 недель подряд. В 1996 году, на Паралимпиаде в Атланте, Моник, выступавшая теперь под двойной фамилией, завоевала с Вандирендонк второе подряд золото в парах, в одиночном разряде оставшись на этот раз второй.
В 1997 году Калкман-Ван ден Бос приняла решение о завершении теннисной карьеры. Её последним соревнованием стал турнир Мастерс в Эйндховене. После поражения в финале она символически передала свою ракетку молодым теннисисткам Эстер Вергер и Соне Петерс, с которыми занималась на протяжении последнего сезона. Обе её подопечных в дальнейшем добились в теннисе на колясках высоких успехов. В общей сложности Калкман-Ван ден Бос провела 264 недели в числе пяти лучших теннисисток на колясках в мире, выиграв за карьеру 198 матчей при 32 поражениях (151—25 в одиночном разряде и 47—7 в парном).
После завершения теннисной карьеры Калкман начала брать уроки игры в гольф на колясках. Убедившись, что в ближайшие годы гольф не станет частью программы Паралимпиад, она поставила перед собой задачу подготовить к этому событию следующее поколение парагольфисток. Кроме того, она основала фонд «Going for Golf», в рамках деятельности которого гольф использовался как средство скорейшей реабилитации для людей, перенесших болезнь или травму. Калкман также продолжала выступать в качестве посла Международной федерации тенниса. В 2017 году её имя было включено в списки Международного зала теннисной славы — она стала пятым членом Зала славы, представляющим теннис на колясках, через три года после своей бывшей партнёрши Шанталь Вандирендонк.